# 이은 (1984년)
이은(1984년 9월 30일 ~ )은 대한민국의 전 가수, 배우이다. 과거 음악 그룹 샤크라의 일원으로 활동하였으나, 해체된 후 배우로 전향하였다. 2009년 1월 17일에 프로 골퍼와 결혼한 이후 연예계에서 은퇴하였다. 2017년 이혼하였다.

## 논란
2014년 1월 SBS 《오! 마이 베이비》에 출연하여 시댁에서의 자신의 생활 및 근황을 공개하였으나, 이후 방영된 MBC 《시사매거진 2580》에서 시가의 불미스러운 일이 보도되면서 가족사 논란이 일자 방송사 측의 결정으로 하차하였다.

## 주요 출연작

### 영화
- 《긴급조치 19호》 (2002년)

### 텔레비전 드라마
- 《늑대》 (MBC)

### 뮤직 비디오
- 이민우 《걸 프렌드(Girl Friend)》